# Eupithecia sexpunctata
Eupithecia sexpunctata là một loài bướm đêm trong họ Geometridae.